# Johnny Bravo merge la Bollywood
Johnny Bravo merge la Bollywood este un film TV american-indian creat pentru Cartoon Network.